# Cau (Llíber)
Cau o El Cau ( del árabe cuartucho, peña) es una partida de Llíber, localidad que pertenece al territorio de Aixa, en la comarca de la Marina Alta, provincia de Alicante. La partida del Cau linda con la de Marnes.

## Datos históricos
Históricamente, El Cau formó parte del lugar de Masserof, pero el año 1764 en la división administrativa entre Jalón y Llíber esta partida pasó con carácter definitivo a integrarse dentro del término municipal de Llíber.

## La identidad Cau-Cavuy
La actual partida del Cau podría corresponderse con la antigua alquería de Cavuy (leído Càhui), que aparece mencionada en el "Llibre del Repartiment" (Libro del Reparto) (siglo XIII). Pese a la semejanza fonética de los dos topónimos, la identidad Cau-Cavuy está pendiente de ser confirmada por las investigaciones históricas.

## El Barranco del Cau
El Barranco del Cau discurre en dirección sur-norte por la partida homónima y la de Cuta, pero se pierde en la entrada del “Pla de Llíber” antes de llegar a confluir con el río Gorgos. Se trata de un barranco de pequeña cuenca que supera grandes desniveles durante su recorrido.
- Datos: Q8342940